# Colluvium
Colluvium (meervoud: colluvia) is de benaming voor bodemmateriaal dat door bodemerosie van een helling is afgespoeld en dat zich aan de voet van de helling heeft geaccumuleerd. In Nederland komt het veel voor in het lösslandschap van Zuid-Limburg. Hier bevinden zich in de dalen vaak dikke pakketten colluviaal materiaal dat afkomstig is van de lössbodems op de aangrenzende hellingen. De meeste bodems op de hellingen in dit gebied zijn getrunkeerd, de bovenste bodemhorizonten zijn door erosie verdwenen. Dit proces is hier nog altijd actief. Na een flinke regenbui ziet men overal in de dalen het van de hellingen afgespoelde bodemmateriaal.

Colluvium moet niet verward worden met Alluvium, waarmee afzettingen door stromend water mee worden aangeduid. In tegenstelling tot alluviale afzettingen bestaan colluvia over het algemeen uit ongesorteerd bodemmateriaal. 